# Ornithogalum sanandajense
Ornithogalum sanandajense är en sparrisväxtart som beskrevs av Maroofi. Ornithogalum sanandajense ingår i släktet stjärnlökar, och familjen sparrisväxter. Inga underarter finns listade i Catalogue of Life.